# رينزو بيانو
رينزو بيانو (بالإيطالية: Renzo Piano) من أشهر المعماريين، ولد في 14 سبتمبر 1937. معماري إيطالي مشهور وحائز على جائزة بريتزكر جائزة الهندسة المعمارية والميدالية الذهبية لمنظمة أيه أي أيه.

## السيرة الذاتية
ولد بيانو بمدينة جنوا في إيطاليا الإيطالية حيث لا يزال يحتفظ بمنزله ومكتبه بها، تلقى تعليمه بجامعة بوليتيكينيكو دى ميلانو ومن 1965 حتى 1970 عمل مع لويس كاهان ومع ماكاوسكي، ثم عمل مع المعمارى ريتشارد روجرز من 1971 حتى 1977 ومن أشهر أعمالهم المشتركة مركز جورجز بومبيدو في باريس، كما تعاون على مدار حياته مع المهندس العلّأمة بيتر ريس. في مارس 2008 أصبح مواطن شرفي بمدينة سراييفو في البوسنة والهرسك.

## معرض صور

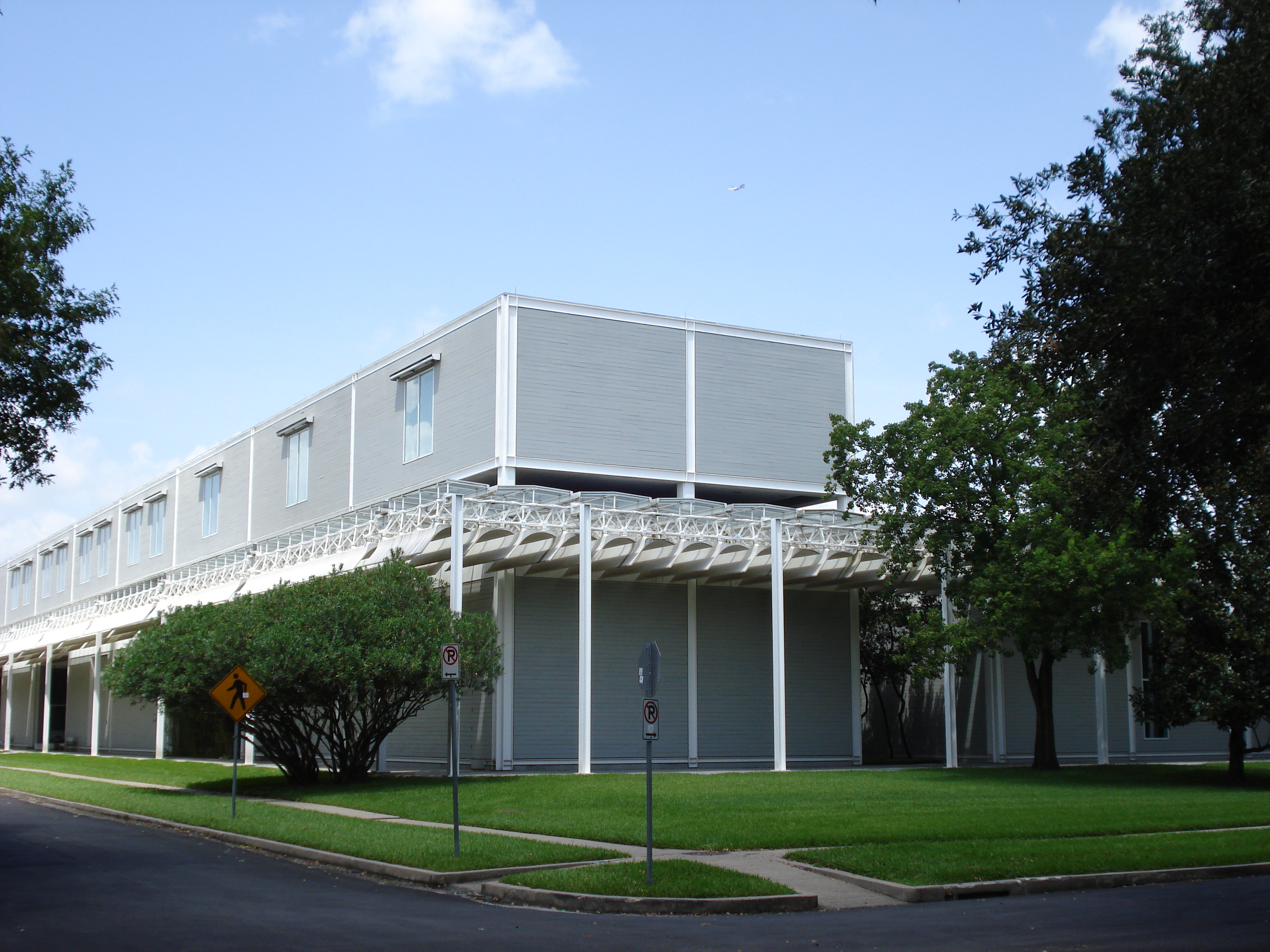
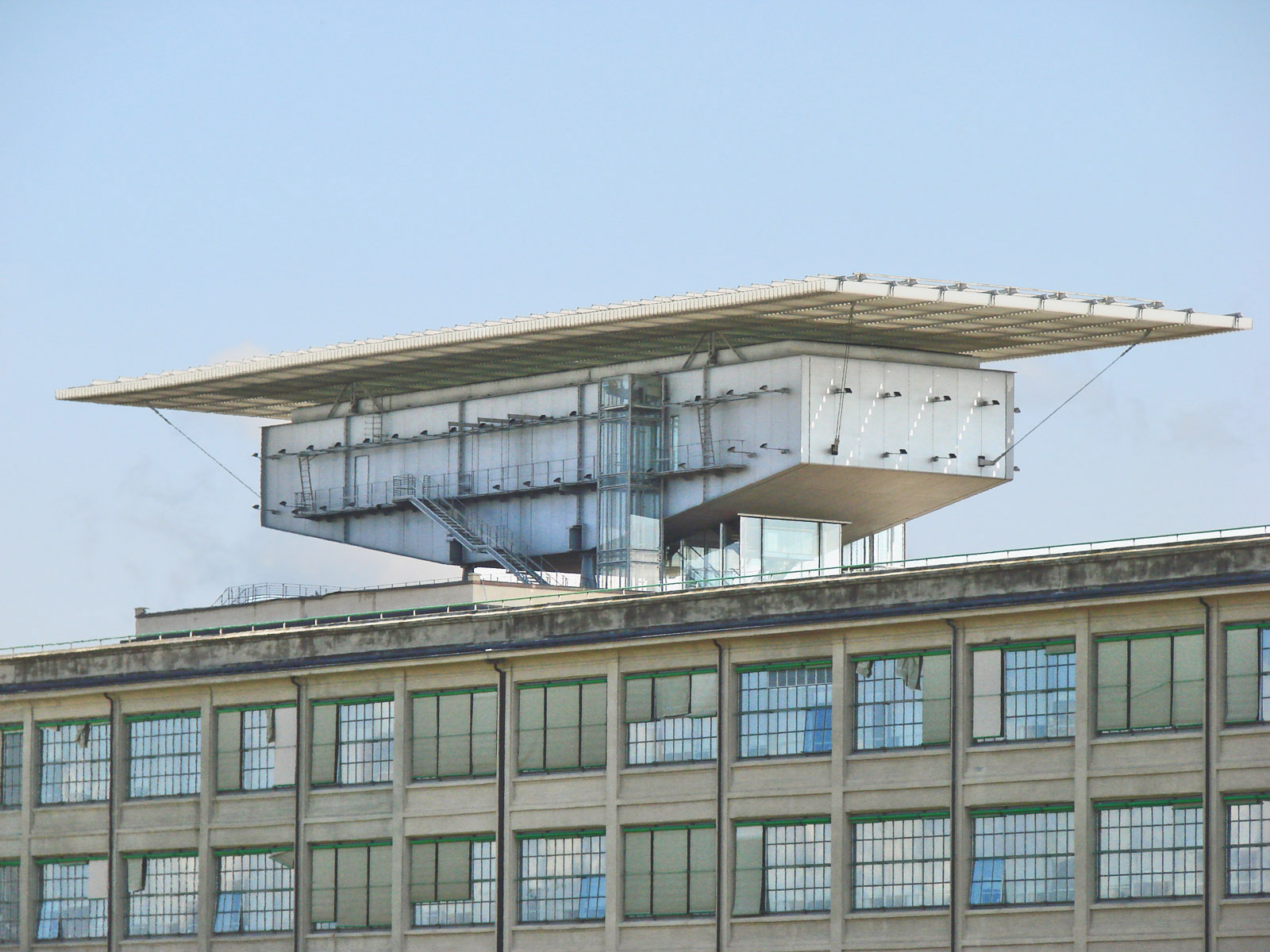
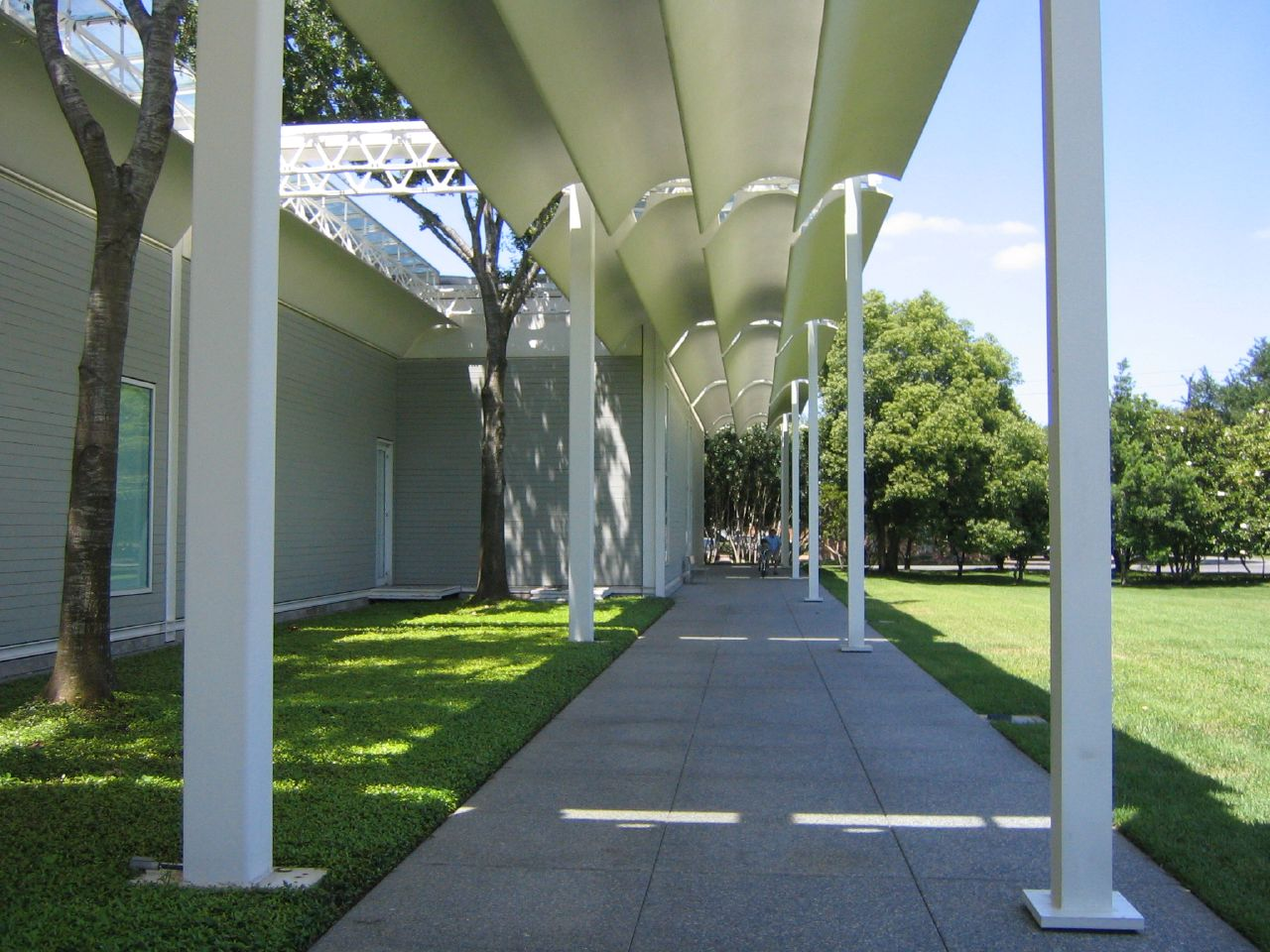

## روابط خارجية
- رينزو بيانو على موقع الموسوعة البريطانية (الإنجليزية)
- رينزو بيانو على موقع مونزينجر (الألمانية)
- رينزو بيانو على موقع ميوزك برينز (الإنجليزية)
- رينزو بيانو على موقع إن إن دي بي (الإنجليزية)